# Gruda (Canali)
Gruda (in croato Gruda) è una frazione del comune croato di Canali.
Fu un comune della provincia di Cattaro, suddivisione amministrativa del Governatorato della Dalmazia, dipendente dal Regno d'Italia dal 1941 al 1943.